# Интернациональный (Калмыкия)
Интернациональный — посёлок в Ики-Бурульском районе Калмыкии, в составе Светловского сельского муниципального образования.

## География
Посёлок расположен на равнине в 16 км к юго-западу от посёлка Светлый.

## Этимология
Название посёлка, скорее всего, производно от названия Состинских озёр — группы озёр, расположенных на крайнем юго-востоке Ики-Бурулського и юго-западе Черноземельского районов Калмыкии.

## История
Дата основания не установлена. На топографической карте 1985 года населённый пункт отмечен как ОТФ (овцеводческая товарная ферма). Как посёлок Интернациональный впервые обозначен на карте 1989 года.

## Население
| 2002 | 2010 | 2012 |
| ---- | ---- | ---- |
| 55   | ↗80  | ↘48  |

Национальный состав
Согласно результатам переписи 2002 года большинство населения посёлка составляли даргинцы (96 %)